# 克里斯蒂安娜·哈岑多夫
克里斯蒂安娜·哈岑多夫（德語：Christiane Harzendorf，1967年12月28日—），德国女子赛艇运动员。她曾代表德国参加1992年夏季奥林匹克运动会赛艇比赛，获得女子八人单桨有舵手铜牌。